# شوتزتروبه
Schutztruppe ( تُلفظ بالألمانية: [ˈʃʊtsˌtʁʊpə]  ( سماع)، تترجم حرفيا. "قوة الحماية") كان الاسم الرسمي للقوات الاستعمارية في الأراضي الأفريقية للإمبراطورية الاستعمارية الألمانية من أواخر القرن 19 إلى 1918. على غرار الجيوش الاستعمارية الأخرى، تألفت شوتزروبن من الضباط الأوروبيين المتطوعين وغير المفوضين، والضباط الطبيين والبيطريين. تم تجنيد معظم صفوف المجندين من المجتمعات الأصلية داخل المستعمرات الألمانية أو من أي مكان آخر في أفريقيا.
تشكلت وحدات عسكرية في شرق إفريقيا الألمانية، حيث اشتهرت باسم أسكاري، في مستعمرة كامرون في غرب إفريقيا الألمانية، وفي جنوب غرب إفريقيا الألمانية. تمت السيطرة على المستعمرات الألمانية في غينيا الجديدة وساموا وتوغولاند من قبل فصائل الشرطة المحلية الصغيرة. كياوتشو في الصين تحت إدارة البحرية الإمبراطورية كان استثناء ملحوظا.

## النشر

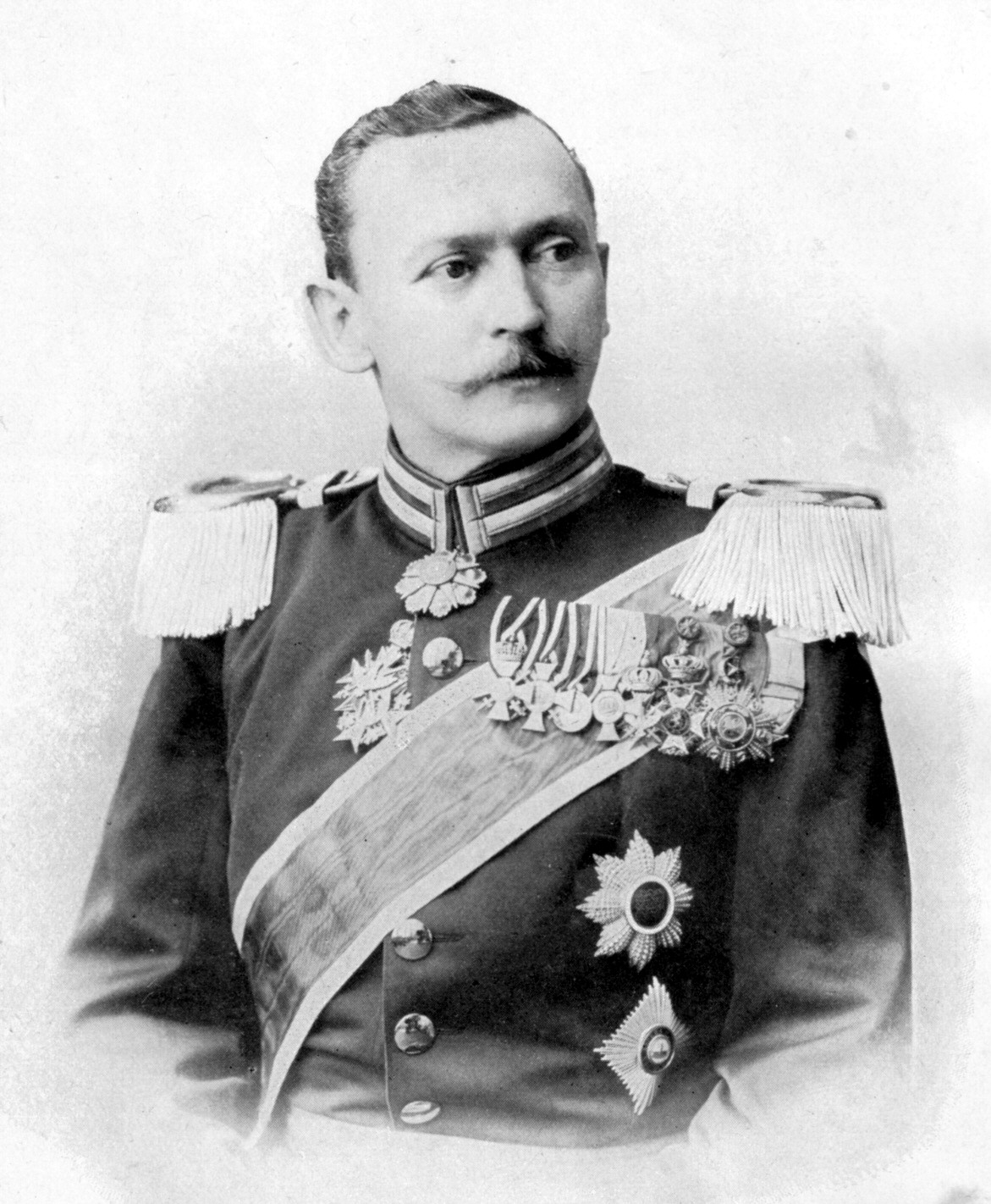
هيرمان ويسمان

يعود اسم القوة الاستعمارية الألمانية إلى تعبير المستشار أوتو فون بسمارك، الذي استخدم مصطلح Schutzgebiete، "المحميات"، المستخدمة بدلاً من المستعمرات. نشأت وحدات الشوتزتروبه من قوات الشرطة المحلية أو الوحدات شبه العسكرية الخاصة، حيث واجه المستعمرون الألمان مقاومة أقوى.

## شرق أفريقيا الألمانية
انظر أيضًا حملة شرق إفريقيا (الحرب العالمية الأولى)

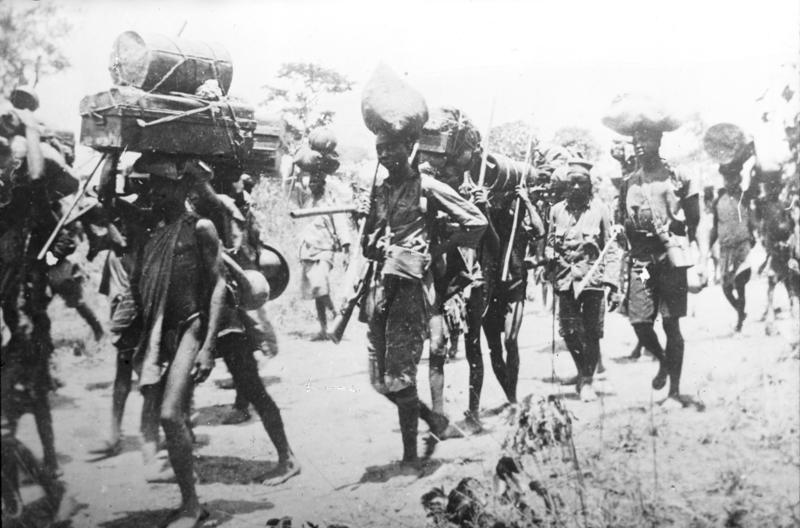
Schutztruppen، ناقلات، شرق أفريقيا الألمانية 1899

كانت السرية ما قبل الحرب مؤلفة من 160 رجلاً (قابلين للتوسعة إلى 200) في ثلاث فصائل [Züge] من 50 إلى 60 رجلاً لكل منهم، بما في ذلك فريقان من الرشاشات. كان لدى كل سرية من السريات الـ 14 ما لا يقل عن 250 رجلًا، فضلاً عن غير النظاميين الأصليين المعروفين باسم Ruga-Ruga من وحداتبنفس الحجم تقريبًا. 
- السرية الأولى [كومباني]: أروشا / نيو موشي [3]
- السرية الثانية: إيرينغا وأونبينا
- السرية الثالثة: ليندي
- الشركة الرابعة: Kilimatinde و Singida
- السرية الخامسة: ماسوكو
- السرية السادسة: Udjidiji و Kassulo
- السرية السابعة: بوكوبا وأوسوي وكيفومبيرو
- السرية الثامنة: تابورا
- الشركة التاسعة: أوسومبورا
- السرية العاشرة: دار السلام
- السرية الحادية عشر: كيسنجي ومرهينجيري
- السرية الثانية عشرة: ماهينجي
- السرية الثالثة عشرة: كوندوا إيرانجي
- السرية الرابعة عشرة: موانسا وإيكوما

## الحواشي
1. ↑  Gann، L.H.؛ Duignan، Peter (1977). The Rulers of German Africa, 1884-1914. Palo Alto: Stanford University Press. ص. 116.
2. ↑  Miller, Battle for the Bundu, p. 18
3. ↑  Haupt, p. 34, Schutztruppe garrisons